# بولوهي
بولوهي هي مدينة من مدن أوكرانيا. يبلغ عدد سكانها 19906 نسمة وذلك حسب إحصائيات سنة 2013.